# Африканское экономическое сообщество
Африканское экономическое сообщество (АЭС) — организация союза Африканских государств, создающая основы для взаимного экономического развития среди большинства Африканских государств. Заявленные цели организации включают в себя создание зоны свободной торговли, таможенный союз, единый рынок, центральный банк и единую валюту, таким образом создания экономического и валютного союза.

## Блоки
В настоящее время существует несколько региональных блоков в Африке, также известные как региональные экономические сообщества (РЭС). Многие из них имеют перекрывающиеся членство. РЭС состоят в основном из торговых блоков, а в некоторых случаях политических и военных. Большинство из РЭС входят в AЭC, многие из которых также имеют перекрытия в членстве своих государств в других блоках. В связи с этим некоторые государства с несколькими членствами в конечном итоге выпадают из одного или нескольких РЭС. Некоторые из этих блоков также содержат подгруппы с более жесткими требованиями и/или с собственными валютными союзами.
Эти блоки и соответствующие им подгруппы распределены следующим образом:
| Блоки                                                                | Подгруппы                                                                                         |
| -------------------------------------------------------------------- | ------------------------------------------------------------------------------------------------- |
| Сообщество сахело-сахарских государств (CEN-SAD)                     |                                                                                                   |
| Общий рынок для Восточной и Южной Африки (COMESA)                    |                                                                                                   |
| Восточно-Африканское сообщество (EAC)                                |                                                                                                   |
| Экономическое сообщество государств Центральной Африки (ECCAS/CEEAC) | Экономическое и валютное сообщество Центральной Африки (CEMAC)                                    |
| Экономическое сообщество западноафриканских государств (ECOWAS)      | Западно-африканский экономический и валютный союз (UEMOA) Западноафриканская валютная зона (WAMZ) |
| Межправительственный орган по развитию (IGAD)                        |                                                                                                   |
| Сообщество развития Юга Африки (SADC)                                | Южноафриканский таможенный союз (SACU)                                                            |